# 西井里駅
西井里駅（ソジョンニえき）は、大韓民国京畿道平沢市西井洞にある、韓国鉄道公社（KORAIL）の駅。「国際大学」という副駅名を持つ。
乗り入れている路線は、線路名称上は京釜線1路線のみであるが、当駅に停車するムグンファ号やヌリロ号、京釜電鉄線（首都圏電鉄1号線）電車の一部が他路線に直通する。京釜電鉄線の駅番号は(P163)。

## 駅構造
島式ホーム4面6線を有する地上駅。外側の2つのホームを京釜電鉄線が、内側の2つのホームを京釜線がそれぞれ使用している。2番線と3番線、6番線と7番線は京釜電鉄線と京釜線で線路を共用している。
出口は1番から3番までの3ヶ所ある。

### のりば
| 1・2 | ●京釜電鉄線 | A急行・B急行・緩行     | 平沢・天安・牙山・新昌方面           |
| 3・4 | 京釜線      | ヌリロ号・ムグンファ号 | 釜山・木浦・麗水・新昌方面           |
| 5・6 | 京釜線      | ヌリロ号・ムグンファ号 | 水原・安養・永登浦・ソウル方面       |
| 7・8 | ●京釜電鉄線 | A急行・B急行・緩行     | 水原・九老・地下ソウル駅・清凉里方面 |

## 利用状況
近年の一日平均乗車人員推移は下記の通り。
首都圏電鉄
| 路線        | 乗車人員 | 乗車人員 | 乗車人員 | 乗車人員 | 乗車人員 | 乗車人員 | 乗車人員 | 乗車人員 | 注 釈 |
| 路線        | 2005年   | 2006年   | 2007年   | 2008年   | 2009年   | 2010年   | 2011年   | 2012年   | 注 釈 |
| ----------- | -------- | -------- | -------- | -------- | -------- | -------- | -------- | -------- | ----- |
| ●京釜電鉄線 | 3208     | 3727     | 4076     | 4465     | 4533     | 4664     | 4863     | ?        | [ 1 ] |

## 駅周辺
- 国際大学校
- 平沢市庁 松炭出張所
- 中央洞住民センター
- 古徳面
- 西井市場
- 中央洞住民センター
- 西井里初等学校
- 中小企業銀行西井里駅支店
- 平沢中央洞郵便局

## 歴史
- 1905年1月1日 - 開業。
- 1932年12月31日 - 旧駅舎竣工。
- 1971年9月10日 - 無煙炭貨物到着駅に指定。
- 1994年1月1日 - 小貨物取り扱い中止。
- 2004年 - 新駅舎竣工。
- 2005年1月20日 - 京釜電鉄線開業。
- 2009年6月1日 - ヌリロ号が停車するようになる。

## 隣の駅
韓国鉄道公社　
京釜線　
ITX-セマウル・セマウル号　
通過　
ムグンファ号・ヌリロ号
烏山駅 - 西井里駅 - 平沢駅　
●京釜電鉄線　
A急行・B急行　
烏山駅 (P160) - 西井里駅 (P163) - 平沢駅 (P165)　
緩行　
松炭駅 (P162) - 西井里駅 (P163) - 平沢芝制駅 (P164)　